# 鄭渾
鄭渾（？—？），字文公，河南郡开封县（今河南省开封市）人。東漢名儒鄭眾的曾孫。東漢末及三國時曹魏官員，多次出任地方官員，多次穩定當地混亂的局勢和改善當地人民生活。

## 生平
鄭渾起初到淮南避難，在壽春的袁術禮待他，但鄭渾知道袁術必定會失敗，於是投靠當時擔任豫章太守的好友華歆。後來曹操聽聞他的事跡，徵召他為掾屬，歷任下蔡長和邵陵長，治理的地區都重視生產，發展農耕，令當地人民富足，甚得民心。後來被辟命為承相掾屬，遷任左馮翊。
當時正值梁興率眾攻擊各縣，各縣不能抵抗，十分懼怕，都逃到左馮翊的治所高陵。當時有人提議移將治所到別處據險防守，但鄭渾反對，認為這是向梁興示弱，又認為應該勸降梁興部眾，讓他們自動瓦解。於是鄭渾一方面修築城牆，一方面以重賞鼓勵吏民打擊梁興的部眾，吏民每每擄得他們的妻兒，妻兒被擄的部眾都向鄭渾請降，於是梁興的部眾漸漸瓦解；同時又派吏民到山谷勸降，又命令各縣官員回到治縣安撫投降的民眾。這些措施令梁興大為恐懼，只好退守鄜城，不久夏侯淵率軍趕到，與鄭渾率領的民兵擊破梁興的部眾，並斬殺梁興及其黨羽。及後又打敗作亂的靳富和趙青龍，討平所有山賊，令當地人民安定、專心生產。後來鄭渾轉任上黨太守。
建安二十年（215年），曹操征伐漢中，鄭渾被任命為京兆尹，制訂移居之法，令新移到京兆地區的人民安定生活，更向漢中提供軍糧和派民眾到漢中耕作生產。曹操因而十分欣賞鄭渾，再次任命他為丞相掾屬。曹丕稱帝後，任命鄭渾為侍御史，加駙馬都尉，遷任陽平和沛郡二郡太守，後又歷任山陽和魏郡太守，所在皆有治績，地方井然有序，深受百姓愛戴。曹叡知道後，更加下詔將他的治績公告全國。後來遷任將作大匠。後來逝世。
由於鄭渾一生為官清廉，家無餘財，甚至妻兒都要忍受飢寒。

### 逸聞
鄭渾任沛郡太守時，治理蕭、沛二縣以利民生，當地人刻一石碑，名曰“鄭陂”來紀念他。

## 親屬

### 祖輩
- 鄭興，字少贛，漢諫議大夫
- 鄭眾，字子師，漢大司農

### 兄長系
- 鄭泰，東漢末官員，曾與荀攸等密謀誅除董卓，被袁術任命為揚州刺史。
  - 子鄭袤，被時與鄭渾逃到淮南，後入仕曹魏，起被任曹植文學，官至光祿大夫。晉朝時曾被任命為司空，但鄭袤堅決辭讓。

### 子辈
- 鄭崇，鄭渾死後被任命為郎中。
- 郑烈，兖州刺史、东莞男[2]
- 郑哲，晉江州长史。[3]
  - 鄭襲，晉大司農[4]
    - 鄭遵，晉尚書郎[4]
      - 鄭鮮之，南朝宋文學家、思想家

## 评价
- 司马懿：“贤叔大匠垂称于阳平、魏郡，百姓蒙惠化。”
- 陈寿《三国志》：“郑浑、仓慈，恤理有方。抑皆魏代之名守乎！”
- 《晋右军将军郑烈碑》：“显考将作大匠，实有茂德，载在国策。”
- 洪迈：“冯翊困于鄜盗，付之郑浑而民安寇灭。”
- 何焯：“用此法则无兵而有兵矣！文公固善权变。”“此非俗吏所知，安农息盗，皆在移居法中，勤稼穑，明禁令是目。”

## 延伸阅读
[在维基数据编辑]
 《三國志/卷16》，出自陳壽《三國志》